# چینچین
چینچین (به ارمنی: Չինչին) یک روستا در ارمنستان است که در استان تاووش واقع شده‌است. چینچین در  کیلومتری ایجوان، مرکز استان واقع شده‌است.

## خصوصیات
چینچین  نفر جمعیت دارد و در ارتفاع  متر بالاتر از سطح دریا قرار گرفته‌است.